# European Challenge 1991
Die Canal Plus European Challenge 1991 war ein professionelles Snookerturnier ohne Einfluss auf die Snookerweltrangliste (Non-ranking-Turnier), das am 17. und 18. Juli 1991 im Rahmen der Saison 1991/92 im Happy European Sports and Business Centre im belgischen Waregem ausgetragen wurde. Sieger wurde der Engländer Jimmy White mit einem Finalsieg über Steve Davis. Das höchste Break des Turnieres war ein 117er-Break von John Parrott.

## Preisgeld
Gesponsert vom französischen TV-Kanal Canal Plus, wurden 50.000 Pfund Sterling an Preisgeldern ausgeschüttet.
|                 | Preisgeld |
| --------------- | --------- |
| Sieger          | 20.000 £  |
| Finalist        | 10.000 £  |
| Halbfinalist    | 5.000 £   |
| Viertelfinalist | 2.500 £   |
| Insgesamt       | 50.000 £  |

## Turnierverlauf
Es nahmen acht Spieler am Turnier teil, die im K.-o.-System den Turniersieger ermittelten. Alle Spiele fanden im Modus Best of 7 Frames statt.

|  | Viertelfinale Best of 7 Frames | Viertelfinale Best of 7 Frames |             |   | Halbfinale Best of 7 Frames | Halbfinale Best of 7 Frames |  |  | Finale Best of 7 Frames | Finale Best of 7 Frames |
|  |                                |                                |             |   |                             |                             |  |  |                         |                         |
|  | Jimmy White                    | 4                              |             |   |                             |                             |  |  |                         |                         |
|  | Cliff Thorburn                 | 2                              |             |   |                             |                             |  |  |                         |                         |
|  | Cliff Thorburn                 | 2                              | Jimmy White | 4 |                             |                             |  |  |                         |                         |
|  |                                |                                | Jimmy White | 4 |                             |                             |  |  |                         |                         |
|  |                                | Tony Drago                     | 3           |   |                             |                             |  |  |                         |                         |
|  | Tony Drago                     | Tony Drago                     | 3           | 4 |                             |                             |  |  |                         |                         |
|  | Tony Drago                     |                                |             | 4 |                             |                             |  |  |                         |                         |
|  | John Parrott                   | 2                              |             |   |                             |                             |  |  |                         |                         |
|  |                                |                                | Jimmy White | 4 |                             |                             |  |  |                         |                         |
|  |                                | Steve Davis                    | 1           |   |                             |                             |  |  |                         |                         |
|  | Steve Davis                    | 4                              |             |   |                             |                             |  |  |                         |                         |
|  | Dennis Taylor                  | 1                              |             |   |                             |                             |  |  |                         |                         |
|  | Dennis Taylor                  | 1                              | Steve Davis | 4 |                             |                             |  |  |                         |                         |
|  |                                |                                | Steve Davis | 4 |                             |                             |  |  |                         |                         |
|  |                                | Gary Wilkinson                 | 3           |   |                             |                             |  |  |                         |                         |
|  | Gary Wilkinson                 | Gary Wilkinson                 | 3           | 4 |                             |                             |  |  |                         |                         |
|  | Gary Wilkinson                 |                                |             | 4 |                             |                             |  |  |                         |                         |
|  | Steve James                    | 2                              |             |   |                             |                             |  |  |                         |                         |

### Finale
Altmeister Steve Davis gewann zwar den ersten Frame der Partie, danach prägte aber Jimmy White das Spiel: Mit vier gewonnenen Frames in Folge sicherte er sich den Turniersieg.
| Finale: Best of 7 Frames Happy European Sports and Business Centre, Waregem, Belgien, 18. Juli 1991 |                |             |
| Jimmy White                                                                                         | 4:1            | Steve Davis |
| 22:69 (52), 81:55, 111:6 (65), 69:28, 89:19 (53)                                                    |                |             |
| 65                                                                                                  | Höchstes Break | 52          |
| –                                                                                                   | Century-Breaks | –           |
| 2                                                                                                   | 50+-Breaks     | 1           |

## Century Breaks
Zwei Spielern gelang während des Turnieres je ein Century Break:
- John Parrott: 117
- Jimmy White: 110